# Amata divalis
Amata divalis  là một loài bướm đêm thuộc phân họ Arctiinae, họ Erebidae.